# 神戶製鋼所
神戶製鋼所简称神钢，是日本大型鋼鐵企業。

## 历史
1911年由黑川勇熊建立，原本是鈴木商店的小林製鋼所，後獨立分拆創業，二戰時期是日本帝國海軍主要供應商。

## 工廠
- 加古川製鉄所 - 兵庫縣加古川市金沢町1[3]
- 神戸製鉄所 - 神戸市灘区灘浜東町2

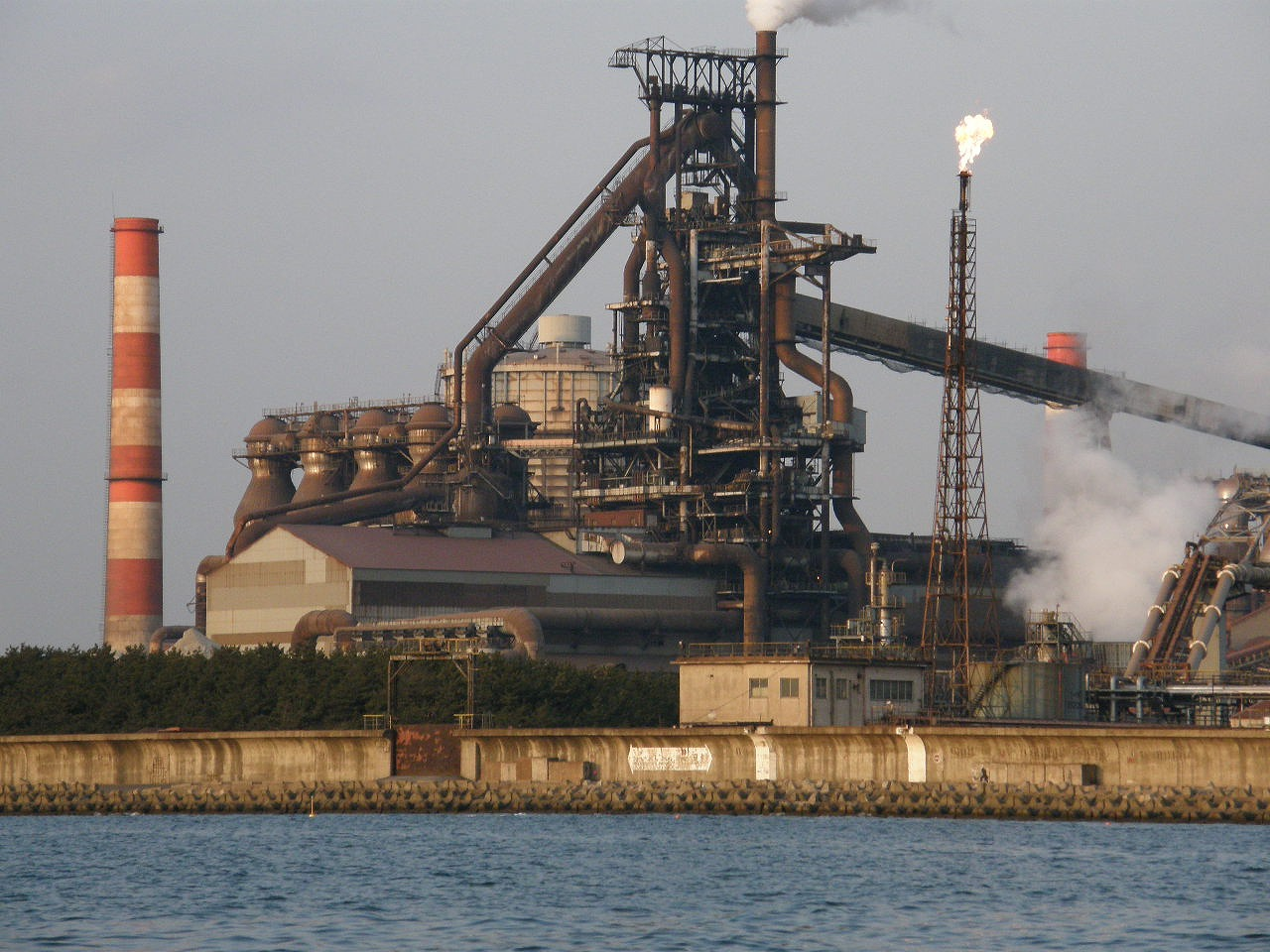
加古川廠

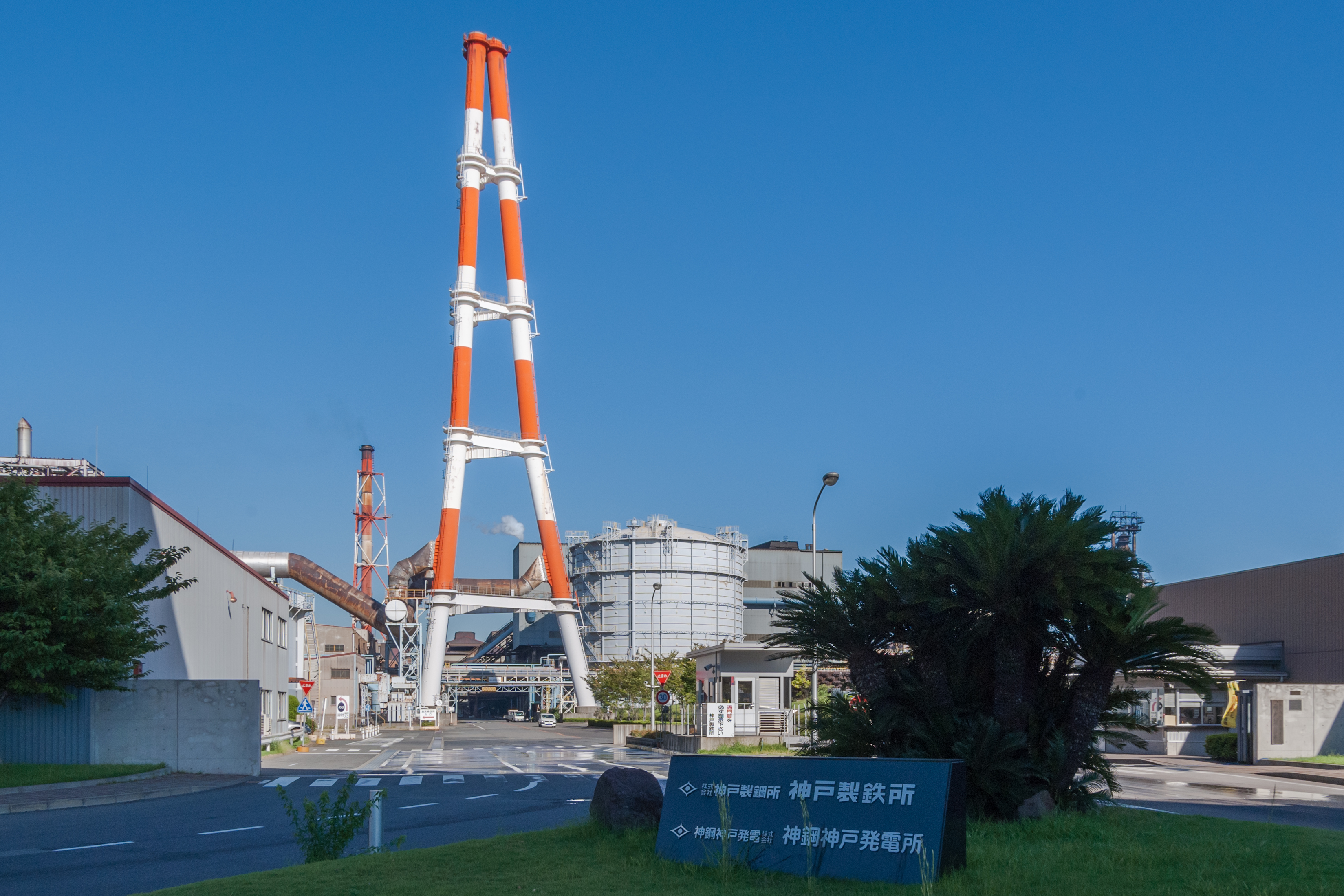
神戶廠

- 高砂製作所 - 兵庫縣高砂市荒井町新濱二丁目3-1
- 藤沢事業所 - 神奈川縣藤澤市宮前100-1
- 茨木工場 - 大阪府茨木市東宇野邊町2-19
- 西条工場 - 廣島縣東廣島市西条町御薗宇6400-1
- 福知山工場 - 京都府福知山市長田野町3-36
- 真岡製造所 - 栃木縣真岡市鬼怒丘15
- 長府製造所 - 山口縣下關市長府港町14-1
- 大安工場 - 三重縣員辨市大安町梅戸1100
- 播磨工場 - 兵庫縣加古郡播磨町新島41

## 造假丑闻
2017年10月爆發大型造假案，公司出面承認長達十年以上在部分鋁製和銅製產品的強度和耐久度數據上作假，以達到客戶品質要求，豐田汽車和三菱重工在內逾200家廠商被捲入，速霸陸也表示該公司為汽車和飛機所生產的組件採用神戶製鋼所所供應的鋁材。
神鋼在2018年3月就篡改品質數據發表調查報告，指長府和真岡製造所於上世紀70年代開始竄改數據，大安則於80年代開始。總公司最少有5名前高層承認任職時，曾指示及默許下屬作出有關不當行為。

## 脚注
1. ↑   (PDF).   [2017-10-10]. （原始内容存档 (PDF)于2016-03-04）.
2. ↑  『メイド・イン・ジャパン-日本製造業変革への指針-』（ダイヤモンド社、1994年）
3. ↑  .   [2017-10-10]. （原始内容存档于2021-03-03）.
4. ↑  .   [2017-10-10]. （原始内容存档于2017-10-10）.
5. ↑  神戶製鋼涉篡改強度數據近十年